# Sãotomévävare
Sãotomévävare (Ploceus sanctithomae) är en fågel i familjen vävare inom ordningen tättingar.

## Utbredning och systematik
Fågeln förekommer i höglänt terräng på ön São Tomé i Guineabukten. Den behandlas som monotypisk, det vill säga att den inte delas in i några underarter.

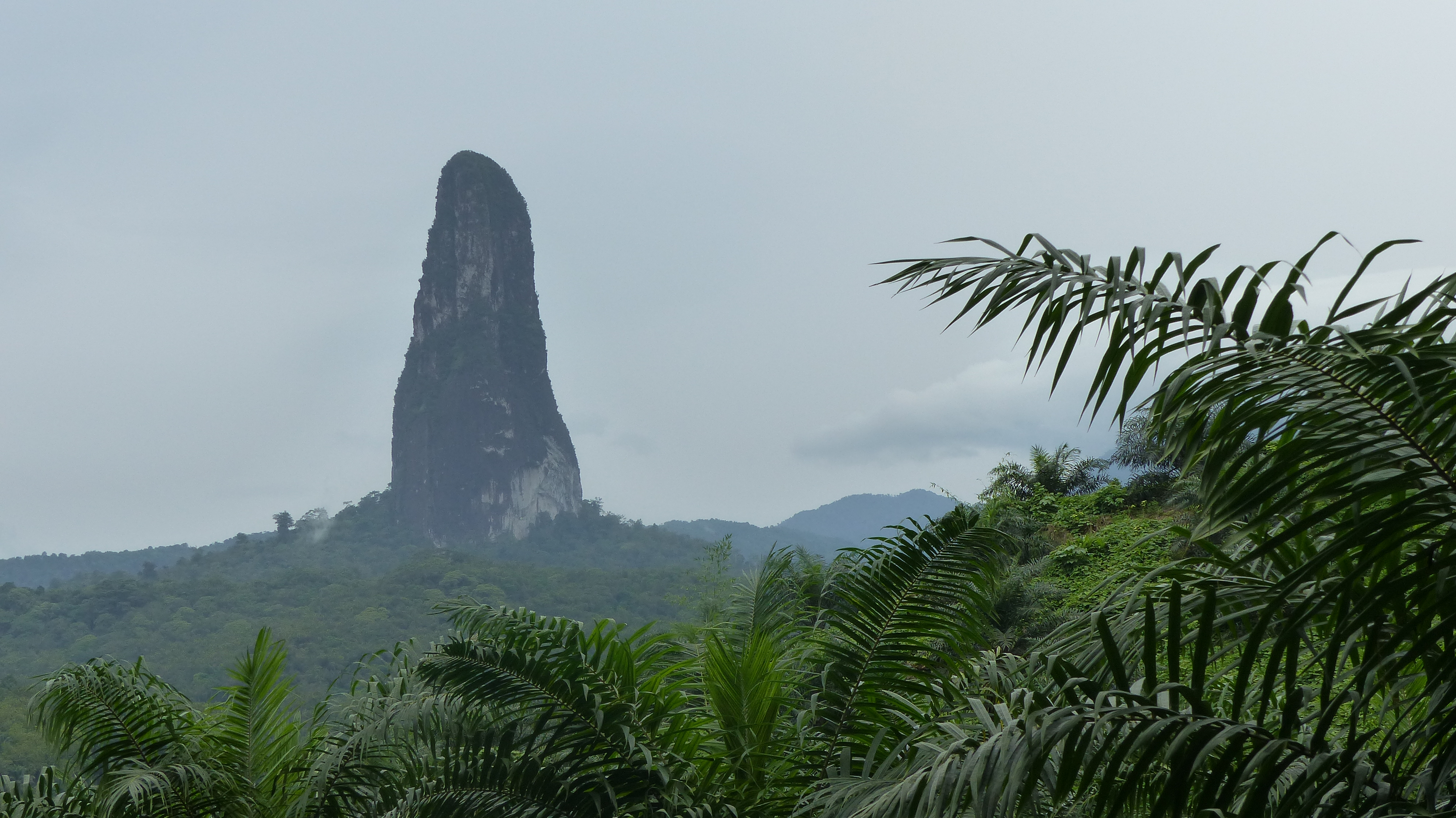
Fågeln förekommer endast på ön São Tomé i Guineabukten.

## Status
IUCN kategoriserar arten som livskraftig.